# Zemenfes Solomon
Zemenfes Solomon (17 maart 1997) is een Eritrees wielrenner.

## Carrière
In 2015 werd Solomon nationaal juniorenkampioen tijdrijden door het achttien kilometer lange parcours in Asmara sneller af te leggen dan Semere Amariam en Robel Tewelde. Een jaar later werd hij elfde bij de eliterenners en nam hij deel aan het wereldkampioenschap op de weg bij de beloften, waar hij de finish niet haalde.
In oktober 2016 behaalde Solomon zijn eerste UCI-zege door in de tweede etappe van de Ronde van Burkina Faso Nassim Saidi en Meron Abraham achter zich te laten in de massasprint. Een dag later won hij ook de derde etappe, waardoor hij de leiderstrui overnam van Mathias Sorgho. In vierde etappe wist een groep aanvallers het peloton voor te blijven, waarna Solomon nog naar de achtste plaats wist te sprinten. Zijn leiderstrui verloor hij aan Grzegorz Kwiatkowski. In de vijfde etappe won Solomon de sprint van een groep van 23 renners, waardoor hij de leiderstrui heroverde. Deze leiderstrui raakte hij een dag later voorgoed kwijt, ditmaal aan Harouna Ilboudo, de latere eindwinnaar. Na een elfde, negentiende en tweede plaats in respectievelijk de zesde, zevende en achtste etappe wist Solomon in de negende etappe zijn vierde zege te behalen. Door zijn vier overwinningen eindigde hij als derde in het algemeen klassement en met een voorsprong van zes punten op Nassim Saidi bovenaan het puntenklassement. Na in de proloog van de Ronde van Rwanda op plek 25 te zijn geëindigd, sprintte hij in de eerste rit in lijn naar de tweede plaats.
In 2017 werd Solomon in de Fenkil Northern Red Sea Challenge geklopt door de Italiaan Pierpaolo Ficara. Een dag later werd hij vierde in de door Saymon Musie gewonnen Massawa Circuit. In de Ronde van Eritrea wist hij tweemaal op het podium te eindigen, alvorens hij in de laatste etappe de concurrentie op achterstand reed: slechts acht renners finishten binnen vier minuten na de jonge Eritreër, die naast het eindklassement ook het berg- en het puntenklassement op zijn naam schreef. In september nam hij deel aan de wegwedstrijd voor beloften op het wereldkampioenschap, die hij niet uitreed. Een kleine maand later reed hij de Ronde van het Taihu-meer, waar een negentiende plaats in de eerste rit in lijn zijn beste klassering was.

## Overwinningen
2015
 Eritrees kampioen tijdrijden, Junioren
2016
2e, 3e 5e en 9e etappe Ronde van Burkina Faso
Puntenklassement Ronde van Burkina Faso
2017
5e etappe Ronde van Eritrea
Eind-, berg- en jongerenklassement Ronde van Eritrea